# Mission Bell
Mission Bell è il quarto album in studio del cantante statunitense Amos Lee, pubblicato nel 2011.

## Tracce
1. El Camino – 4:02
2. Windows Are Rolled Down – 3:57
3. Violin (feat. Sam Beam) – 5:18
4. Flower – 3:41
5. Stay with Me (feat. Priscilla Ahn) – 3:13
6. Out of the Cold (feat. Pieta Brown) – 3:03
7. Jesus (feat. James Gadson) – 3:21
8. Hello Again – 4:09
9. Learned a Lot – 4:30
10. Cup of Sorrow – 3:51
11. Clear Blue Eyes (feat. Lucinda Williams) – 3:02
12. Behind Me Now / El Camino Reprise (feat. Willie Nelson) – 9:10

## Classifiche
| Classifica (2011) | Posizione raggiunta |
| ----------------- | ------------------- |
| Stati Uniti       | 1                   |